# 4844 Мацуюма
4844 Мацуюма (4844 Matsuyama) — астероїд головного поясу, відкритий 23 січня 1991 року.
Тіссеранів параметр щодо Юпітера — 3,397.